# Звенигородский, Иван Иванович Звенец
Князь Ива́н Ива́нович Звене́ц-Звенигоро́дский (ум. 1504) — окольничий и воевода во времена правления Ивана III Васильевича. Старший сын князя Ивана Александровича Звенигородского, брат Василия Ивановича Ноздроватого.

## Биография
В 1467 воевода Устюжский, один из главных начальников войск, посланных на казанского хана Ибрагима. В 1476 в числе детей боярских сопровождал Ивана III в походе на Новгород. В 1478 находился в качестве пристава у пришедшего к Новгороду касимовского царевича Данияра. В 1480 ездил в Крым к Менгли I Гирею, чтобы заключить союз с одной стороны против хана Большой Орды Ахмата, с другой — против Казимира IV Ягеллона, а также для тайной передачи Менгли I Гирею грамоты, которой Иван III обязывался дружески принять у себя хана в случае изгнания его из Крыма. Ездил в Казань, как посол (1482).
В 1486 ездил в Казань по делу о занятии казанского престола неугодным Ивану III сыном Ибрагима — Ильгамом. Воевода Устюга, в 1489 принимал участие в покорении Вятки, предводительствуя устюжанами. Встречал послов: нашего — Траханиота и посла императора Максимилиана (1490). Пожалован в окольничьи (1495). В 1496 опять ездил в Крым, для переговоров с Менгли I Гиреем о совместных с великим князем действиях против Александра Литовского.
Умер в 1504.
Оставил единственного сына — князя Андрея Ивановича Звенцова.